# Saint-Amant-de-Montmoreau
Cet article concerne Saint-Amant près de Montmoreau. Pour les quatre autres communes du même nom dans le département, voir Saint-Amant.
Saint-Amant-de-Montmoreau, anciennement Saint-Amand puis Saint-Amant, est une ancienne commune du Sud-Ouest de la France située dans le département de la Charente, en région Nouvelle-Aquitaine.
Depuis le 1er janvier 2017, elle est devenue une commune déléguée de la commune nouvelle de Montmoreau.

## Géographie

### Localisation et accès
Saint-Amant-de-Montmoreau est une commune du Sud Charente située 2 km à l'est de Montmoreau et 28 km au sud d'Angoulême.
Le bourg de Saint-Amant-de-Montmoreau est aussi à 17 km au nord de Chalais, 17 km à l'ouest de Verteillac, 22 km au nord-ouest de Ribérac et 26 km à l'est de Barbezieux.
La commune est la plus étendue et l'une des plus peuplées du canton de Montmoreau.
La D 674, route d'Angoulême à Chalais et Libourne, passe à l'ouest de la commune, à Montmoreau. La commune est traversée d'est en ouest par la D 24, route de Montmoreau à Verteillac, qui dessert le bourg. La D 709, route de Montmoreau à Ribérac, traverse le sud-ouest de la commune.
La ligne de chemin de fer Paris-Angoulême-Bordeaux longe la partie occidentale de la commune, parcourant la vallée de la Tude. La gare de Montmoreau est desservie par des TER à destination d'Angoulême et de Bordeaux.

### Hameaux et lieux-dits
En 2012, la commune compte 43 hameaux : chez Pascaud, à l'ouest du bourg; Saint-Hilaire, au nord près de la ligne du chemin de fer  les Jaufrenies, sur la route de Montmoreau à Gurat (D.143)  la Vallade, au sud-ouest, chez Grelaud, chez Bertaud au sud, le Bruchier, le Maine Perrier et Coutaulie, dans l'est de la commune, la Seguinerie qui descend le long de la D 24 jusqu'à la gare et touche Montmoreau, etc.

### Communes limitrophes
| Aignes-et-Puypéroux (Montmoreau)       | Chavenat (Boisné-La Tude) | Gurat, Vaux-Lavalette |
| Montmoreau-Saint-Cybard (Montmoreau)   | Saint-Amant-de-Montmoreau | Salles-Lavalette      |
| Saint-Laurent-de-Belzagot (Montmoreau) | Juignac                   |                       |

### Géologie et relief

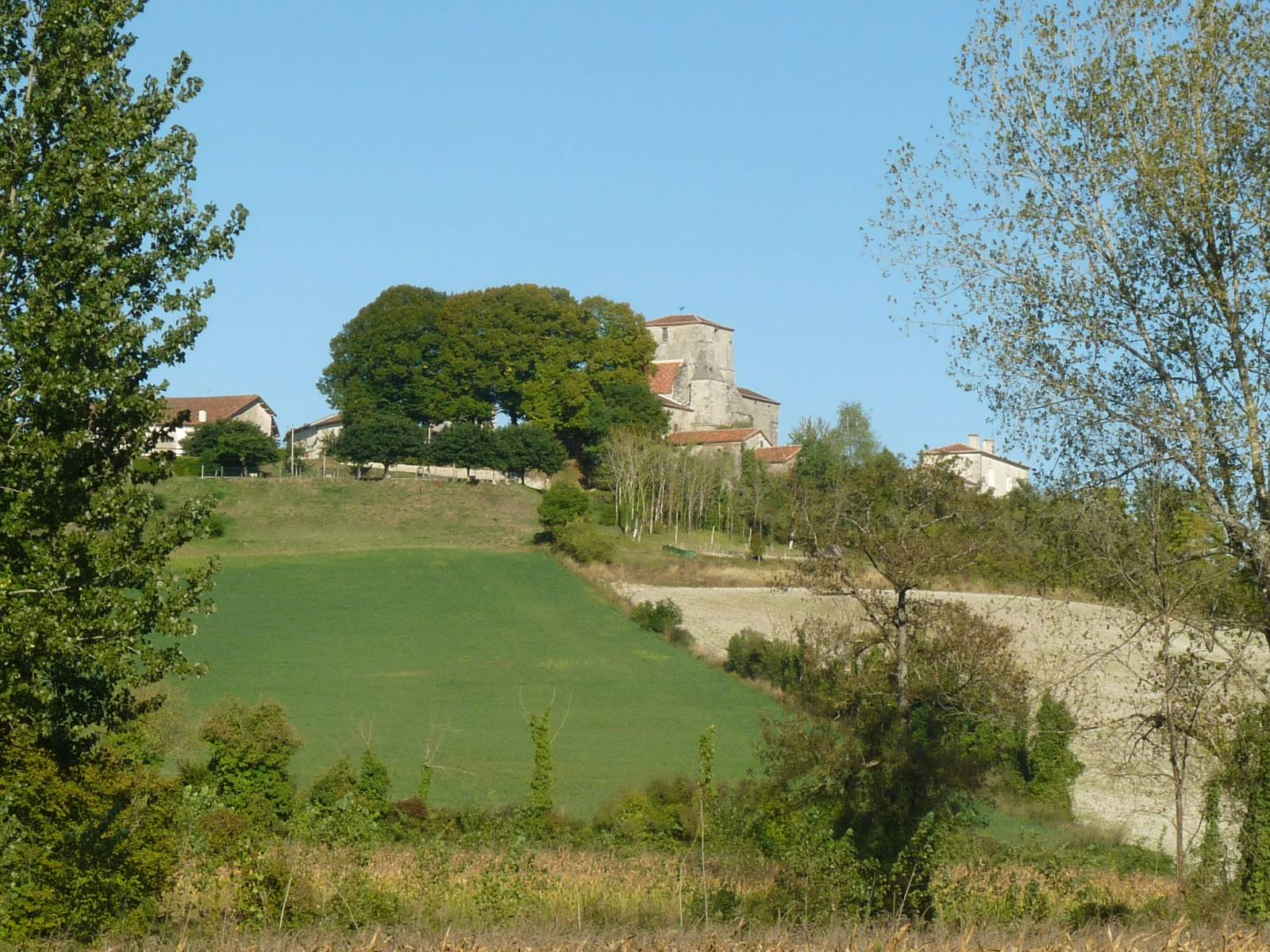
Le bourg vu du Toulzot.

Géologiquement, la commune est située dans les coteaux calcaires du Bassin aquitain datant du Crétacé supérieur.
On trouve le Campanien, calcaire crayeux, sur toute la surface communale. Les crêtes au centre et à l'est de la commune sont recouvertes de dépôts du Tertiaire (Lutétien et Cuisien) composés de galets, sables et argiles, propices aux bois de châtaigniers.
La vallée de la Tude, à l'ouest, est occupée par des alluvions récentes du Quaternaire,,.
C'est une contrée très accidentée, où les collines atteignent et même dépassent l'altitude de 170 m. Le point culminant de la commune est à une altitude de 191 m, situé sur la limite orientale qui est une ligne de crête entre les vallées de la Tude et de la Lizonne. Le point le plus bas est à 70 m, situé en limite sud-ouest le long de la Tude à la Vallade.
Le bourg est construit dans une situation des plus pittoresques au sommet d'une haute colline, à 140 m d'altitude. De ce point élevé, on jouit d'un admirable coup d'œil sur Montmoreau et la vallée.

### Hydrographie
La Tude, affluent de la Dronne donc affluent indirect de la Dordogne, limite la commune à l'ouest et reçoit trois petits affluents sur sa rive gauche, du nord au sud, la Gace, la Velonde et le Toulzot qui passe au pied du bourg.
La Tude fait partie du réseau Natura 2000.

### Climat
Comme dans les trois quarts sud et ouest du département, le climat est océanique aquitain.

### Végétation
Des bois importants sont disséminés sur toute l'étendue de la commune et couvrent près du quart de sa superficie.

## Toponymie
Les formes anciennes sont Sanctum Amandum prope Montemmaurelli en 1293, Sancti Amandi prope Montem Maurelli, Amancium prope Montemmaurelli en 1301. Dans le Livre des fiefs, concernant Saint-Amant-de-Montmoreau, le terme Amandus apparaît plus d'une dizaine de fois, et Amancius deux fois.
Pendant la Révolution, la commune s'est appelée provisoirement Amand-Libre.
Créée Saint-Amant en 1793, la commune s'est appelée Saint-Amand en 1801, puis elle est redevenue Saint-Amant. La carte de Cassini (XVIIIe siècle) et la carte d'État-Major (XIXe siècle) écrivent Saint-Amand.
Son nom officiel reste avec un t, mais le panneau communal a indiqué Saint-Amand au tout début des années 2010, car la municipalité estimait qu'elle tirait son nom de saint Amand, évêque de Bordeaux au Ve siècle. La municipalité a alors demandé à la commission de toponymie en 2012 un renommage en Saint-Amant-de-Montmoreau ; ce nom est officiel depuis le 8 novembre 2013,.
En Charente, les Saint-Amant se répartissent entre deux origines : Amandius était évêque de Bordeaux au Ve siècle. Amantius était aussi un saint, mais du VIIe siècle, né à Bordeaux puis ermite, célébré dans le diocèse d'Angoulême. Saint-Amant-de-Montmoreau fait partie de la première catégorie,.

### Limite dialectale
La commune est dans la langue d'oïl (domaine du saintongeais), et marque la limite avec le domaine occitan (dialecte limousin) à l'est.

## Histoire
Quelques vestiges antiques ont été trouvés sur la commune : un bracelet en bronze du Premier âge du fer, aux Sauvages. Près de ce même lieu, des fragments de tegulae indiquent une probable villa gallo-romaine.
À l'est de la commune, dans une contrée boisée, s'élevait autrefois le prieuré de Notre-Dame de Puyfoucaud, fondé dans la première moitié du XIIe siècle par l'abbaye de La Couronne. Ce prieuré devait avoir une certaine importance, car ses possessions s'étendaient jusque sur le territoire des paroisses de Saint-Laurent, de Charmant, de Gardes et de Gurat.
Au Moyen Âge, principalement aux XIIe et XIIIe siècles, Saint-Amant se trouvait sur une variante nord-sud de la via Turonensis, itinéraire du pèlerinage de Saint-Jacques-de-Compostelle qui passait par Nanteuil-en-Vallée, Saint-Amant-de-Boixe, Angoulême, Mouthiers, Blanzac, Puypéroux, Montmoreau-Saint-Cybard et Aubeterre.
Les plus anciens registres paroissiaux remontent à 1690.
La gare de Montmoreau a été implantée sur la commune avec l'appui du député François Tesnière, natif de la commune, et inaugurée en 1852 par le prince Napoléon. Elle a fermé en 1994 mais a facilité l'implantation de l'usine Balluteaud (Lactalis en 2012) pour laquelle un embranchement ferroviaire a été construit mais jamais utilisé.

## Politique et administration

### Liste des maires

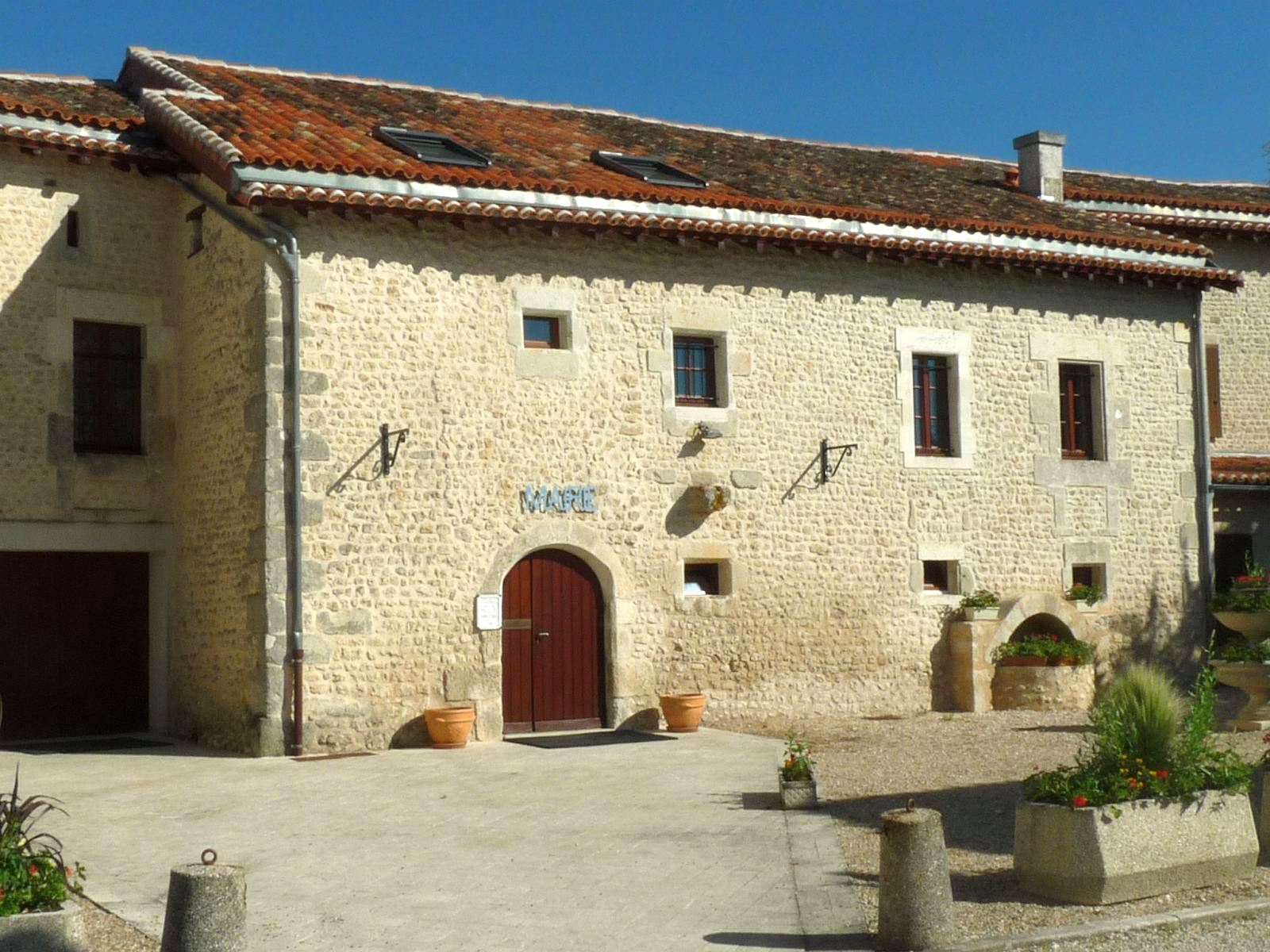
La mairie annexe.

| Période                                  | Période       | Identité           | Étiquette            | Qualité                                                                           |
| ---------------------------------------- | ------------- | ------------------ | -------------------- | --------------------------------------------------------------------------------- |
| Les données manquantes sont à compléter. |               |                    |                      |                                                                                   |
| 1969                                     | 1987          | Guy Simonet        |                      |                                                                                   |
| 1987                                     | décembre 2016 | Jean-Michel Bolvin | RPR puis UMP puis LR | Chirurgien-dentiste Ancien Conseiller général Ancien président du conseil général |

## Population et société

### Démographie
L'évolution du nombre d'habitants est connue à travers les recensements de la population effectués dans la commune depuis 1793. À partir du 1er janvier 2009, les populations légales des communes sont publiées annuellement dans le cadre d'un recensement qui repose désormais sur une collecte d'information annuelle, concernant successivement tous les territoires communaux au cours d'une période de cinq ans. 
Pour les communes de moins de 10 000 habitants, une enquête de recensement portant sur toute la population est réalisée tous les cinq ans, les populations légales des années intermédiaires étant quant à elles estimées par interpolation ou extrapolation. Pour la commune, le premier recensement exhaustif entrant dans le cadre du nouveau dispositif a été réalisé en 2006,.
En 2014, la commune comptait 699 habitants, en évolution de +2,95 % par rapport à 2009 (Charente : +0,65 %, France hors Mayotte : +2,49 %).
| 1793  | 1800  | 1806 | 1821  | 1831  | 1841  | 1846  | 1851  | 1856  |
| ----- | ----- | ---- | ----- | ----- | ----- | ----- | ----- | ----- |
| 1 089 | 1 046 | 974  | 1 179 | 1 151 | 1 050 | 1 098 | 1 106 | 1 065 |

| 1861 | 1866 | 1872 | 1876 | 1881 | 1886 | 1891 | 1896 | 1901 |
| ---- | ---- | ---- | ---- | ---- | ---- | ---- | ---- | ---- |
| 993  | 978  | 975  | 971  | 946  | 892  | 855  | 872  | 872  |

| 1906 | 1911 | 1921 | 1926 | 1931 | 1936 | 1946 | 1954 | 1962 |
| ---- | ---- | ---- | ---- | ---- | ---- | ---- | ---- | ---- |
| 890  | 860  | 795  | 782  | 813  | 776  | 705  | 693  | 663  |

| 1968 | 1975 | 1982 | 1990 | 1999 | 2006 | 2011 | 2013 | 2014 |
| ---- | ---- | ---- | ---- | ---- | ---- | ---- | ---- | ---- |
| 631  | 603  | 660  | 665  | 646  | 661  | 687  | 704  | 699  |

#### Pyramide des âges
| Hommes | Classe d’âge | Femmes |
| ------ | ------------ | ------ |
| 0,6    | 90 ans ou +  | 0,9    |
| 9,1    | 75 à 89 ans  | 12,3   |
| 16,2   | 60 à 74 ans  | 21,3   |
| 28,4   | 45 à 59 ans  | 23,1   |
| 16,5   | 30 à 44 ans  | 18,9   |
| 13,4   | 15 à 29 ans  | 10,2   |
| 15,9   | 0 à 14 ans   | 13,2   |

| Hommes | Classe d’âge | Femmes |
| ------ | ------------ | ------ |
| 0,5    | 90 ans ou +  | 1,6    |
| 8,2    | 75 à 89 ans  | 11,8   |
| 15,2   | 60 à 74 ans  | 15,8   |
| 22,3   | 45 à 59 ans  | 21,5   |
| 20,0   | 30 à 44 ans  | 19,2   |
| 16,7   | 15 à 29 ans  | 14,7   |
| 17,1   | 0 à 14 ans   | 15,4   |

### Enseignement

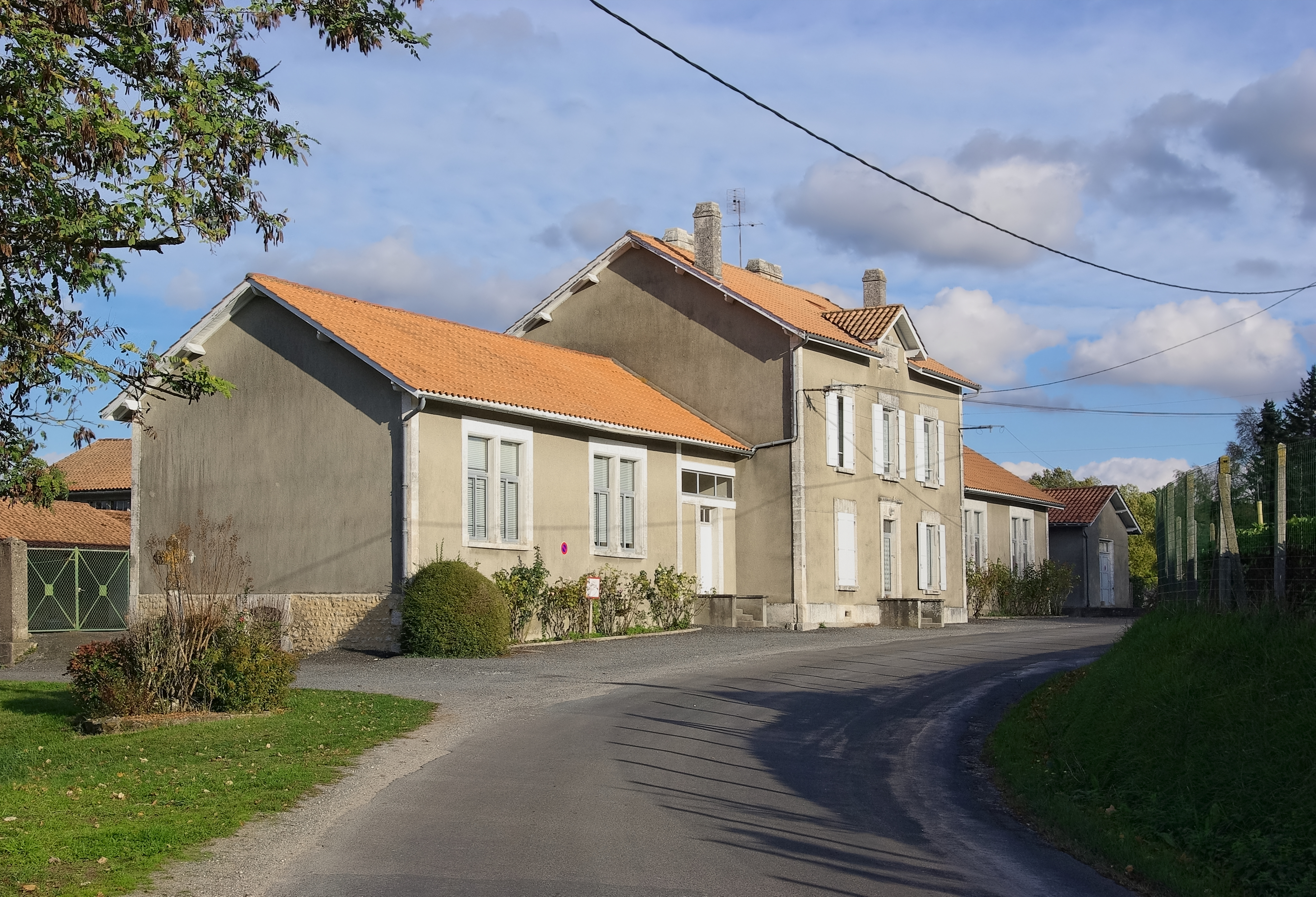
L'école en 2011.

L'école est un RPI entre Montmoreau et Saint-Amant, qui accueillent chacune une école élémentaire. L'école de Saint-Amant, située au bourg, possède deux classes. Le secteur du collège est Montmoreau.

## Économie

### Agriculture
La commune fait partie de l'aire d'origine contrôlée du Cognac « Bons Bois » et de l'AOC/AOP Noix du Périgord.

### Industrie
L'usine Balluteaud, spécialisée dans les cartons et emballages, est située près de la gare et a été rachetée par Lactalis en 2010,.

## Culture locale et patrimoine

### Lieux et monuments
- L'église paroissiale dédiée à saint Amant était une ancienne vicairie perpétuelle du diocèse de Périgueux, elle a dépendu de l'abbaye de Nanteuil-en-Vallée. L'église du XIIe siècle, qui avait beaucoup souffert, a été restaurée de 1860 à 1883. Antérieurement, elle avait reçu deux chapelles latérales. Elle comprend une nef, couverte en briques  un faux-carré sous le clocher, qui a été remonté avec un toit bas à quatre pans et un chœur à chevet plat, dont les murs, surhaussés, sont percés de baies au linteau horizontal[26]. Sa nef a été reconstruite en biais d'où une légère courbure de l'allée centrale[4].

L'église Saint-Amant
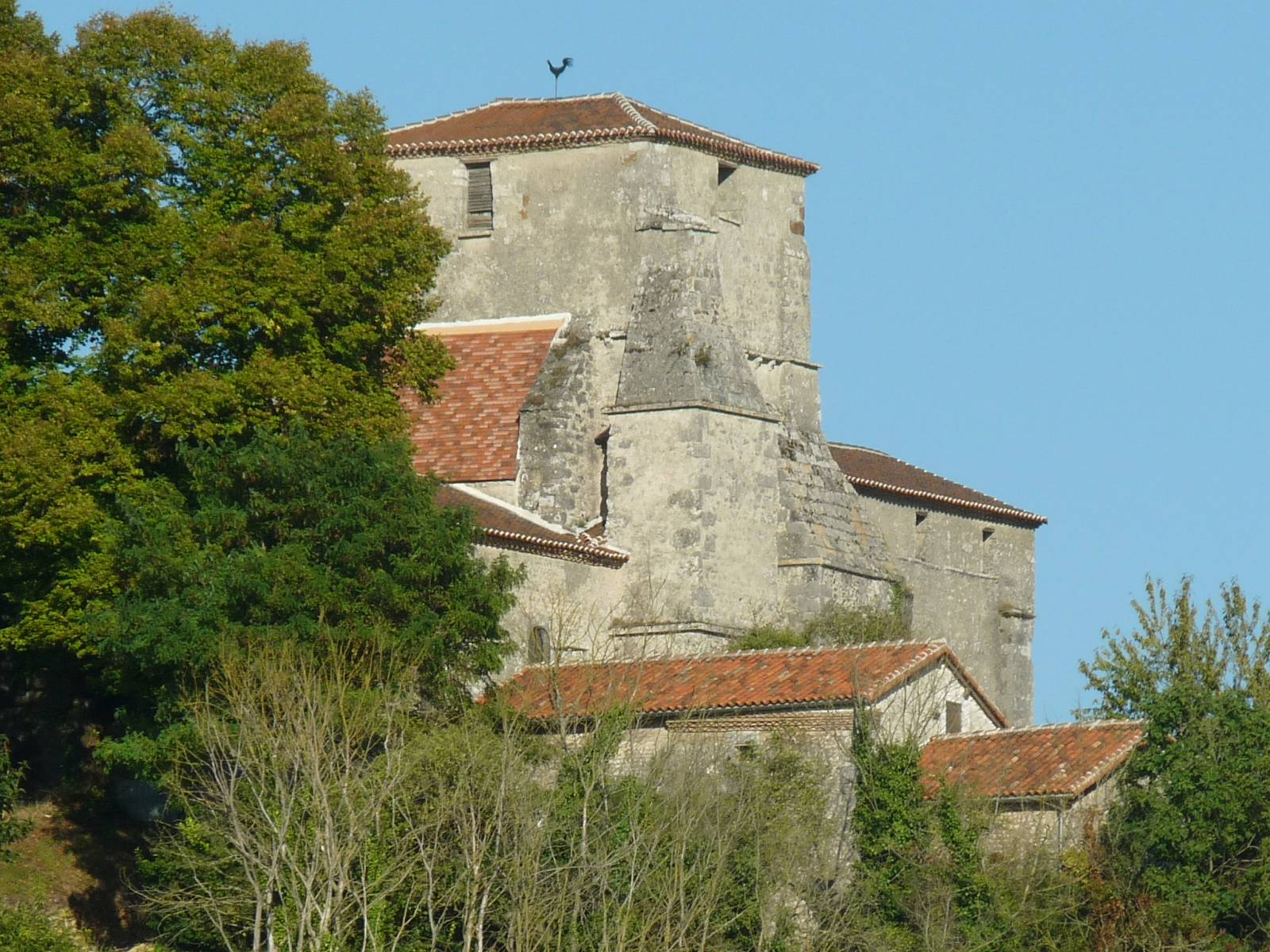
Le clocher.
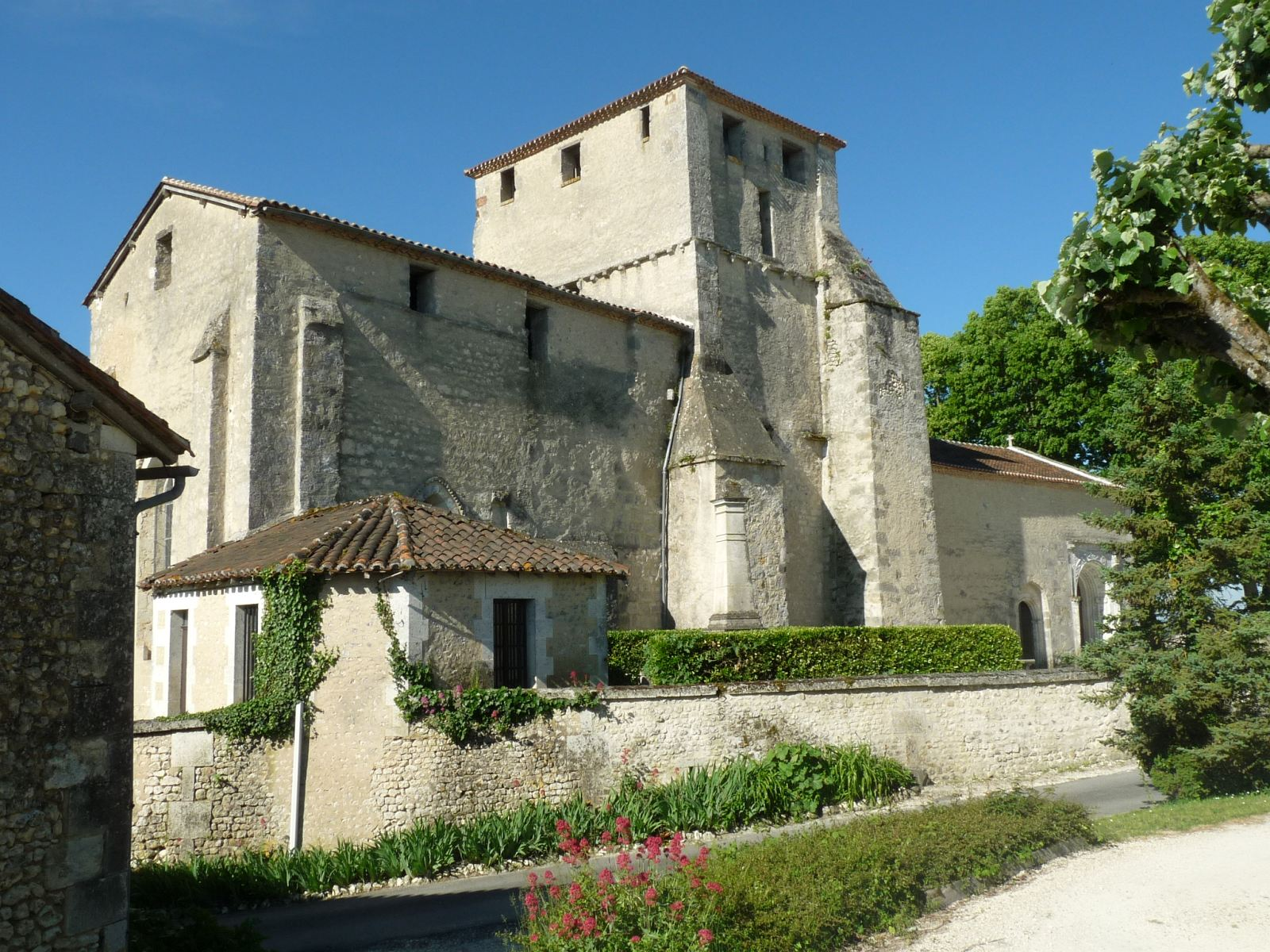
Vue du sud.
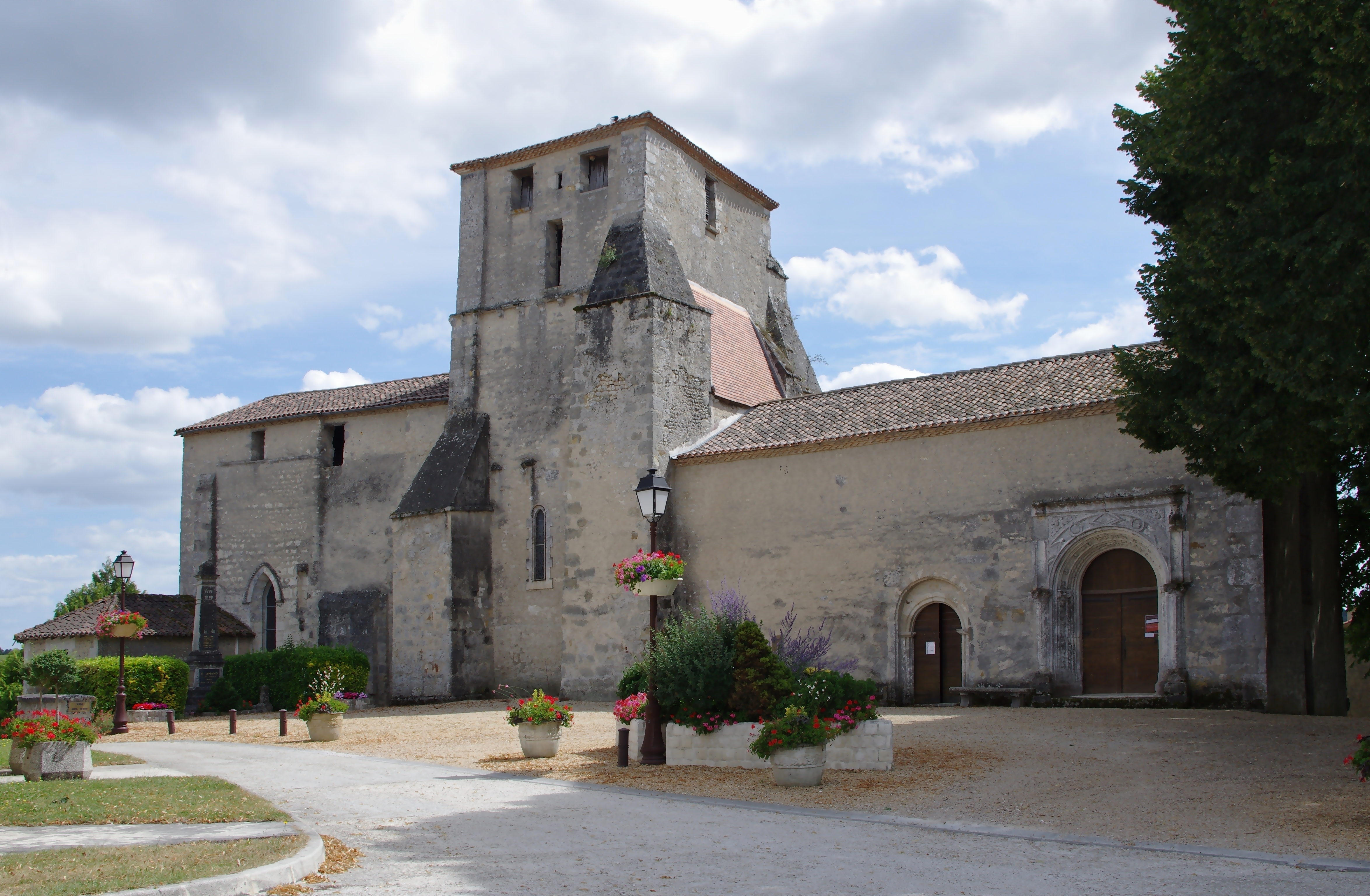
L'église et la place.
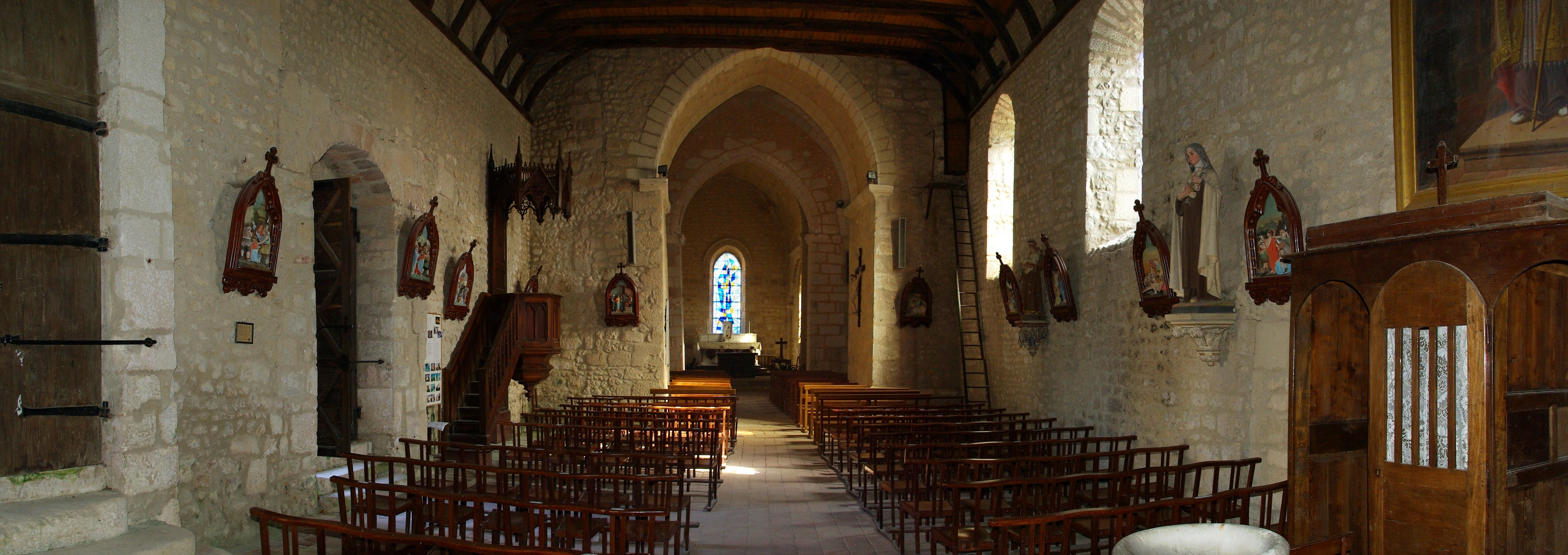
L'intérieur.
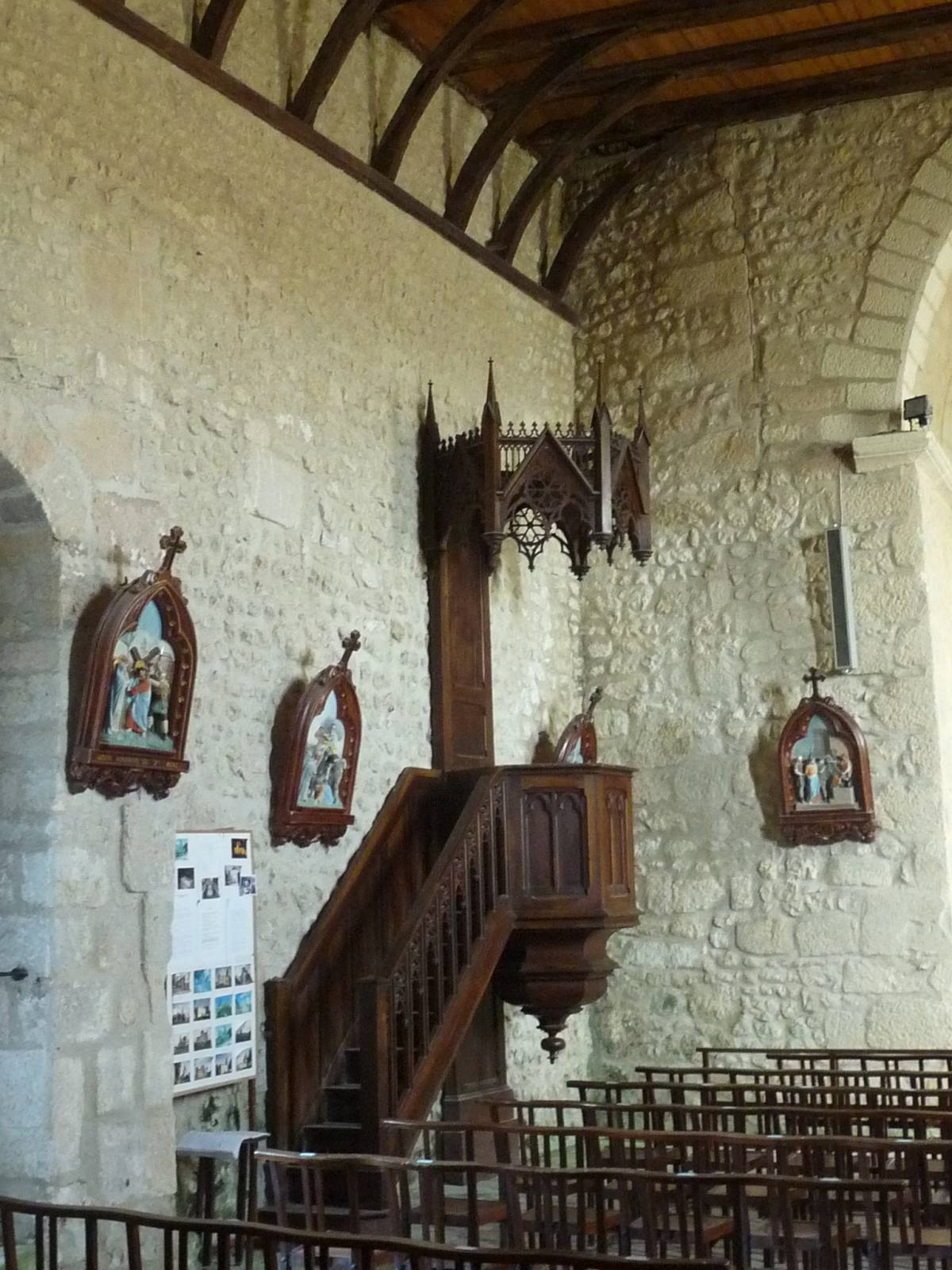
La chaire.

- L'ancienne mairie est un manoir du XVIe siècle, avec une tour carrée (pigeonnier) et un porche orné d'une rosace.

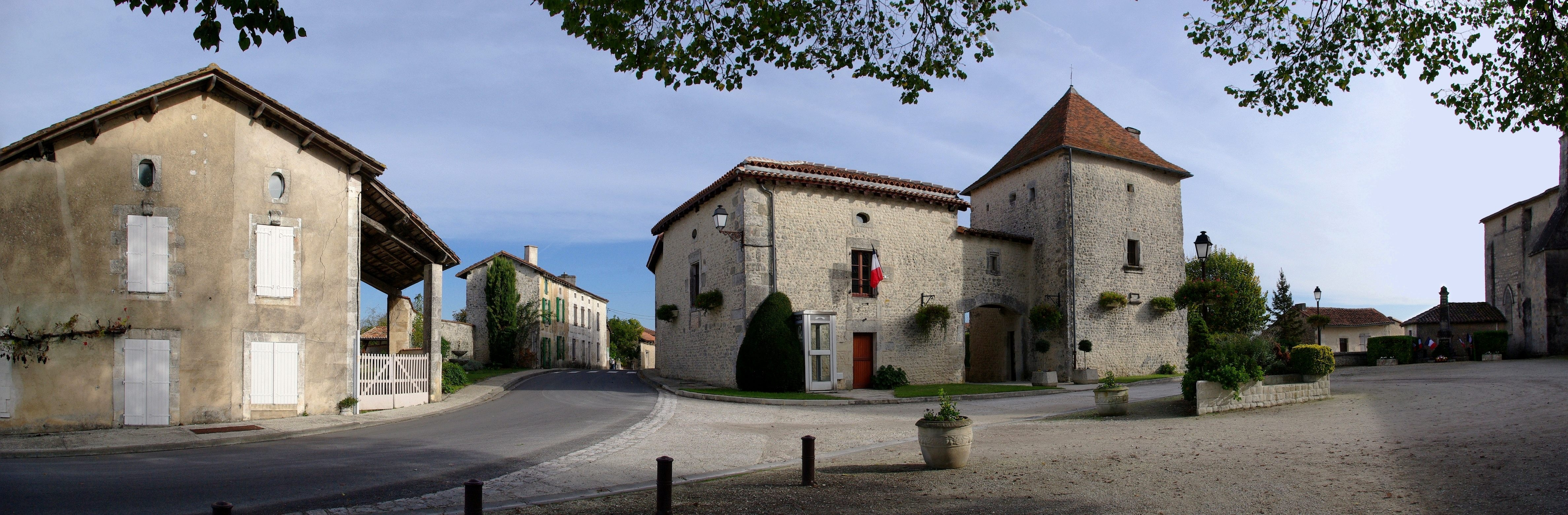
Le centre du bourg.

### Personnalités liées à la commune
- Marc-René, marquis de Montalembert (1714-1800), homme de lettres et ingénieur français, spécialisé dans les fortifications défensives et fondateur de la fonderie de Ruelle. Il a été seigneur de Saint-Amant.
- Marcel Tesnière (1827-1863), homme politique, député de la Charente de 1854 à 1863, né à Saint-Amant.